# Photoscotosia chlorochrota
Photoscotosia chlorochrota är en fjärilsart som beskrevs av George Francis Hampson 1902. Photoscotosia chlorochrota ingår i släktet Photoscotosia och familjen mätare. Inga underarter finns listade i Catalogue of Life.